# Antiblemma boliviensis
Antiblemma boliviensis är en fjärilsart som beskrevs av Paul Dognin 1912. Antiblemma boliviensis ingår i släktet Antiblemma och familjen nattflyn. Inga underarter finns listade i Catalogue of Life.